# رنه ووتیه
رنه ووتیه (فرانسوی: René Vautier‎; ۱۵ ژانویهٔ ۱۹۲۸ – ۴ ژانویهٔ ۲۰۱۵) کارگردان فیلم و مستندساز اهل فرانسه بود. وی به دلیل ساخت فیلم‌هایی با مضامینی همچون جنگ الجزایر، آفریقای غربی فرانسه، آلودگی و آپارتاید مورد مجادله با مقامات فرانسه بوده است.
وی همچنین برندهٔ جوایزی همچون صلیب جنگ ۱۹۴۵–۱۹۳۹ (فرانسه) شده‌است.